# 曹秋圃

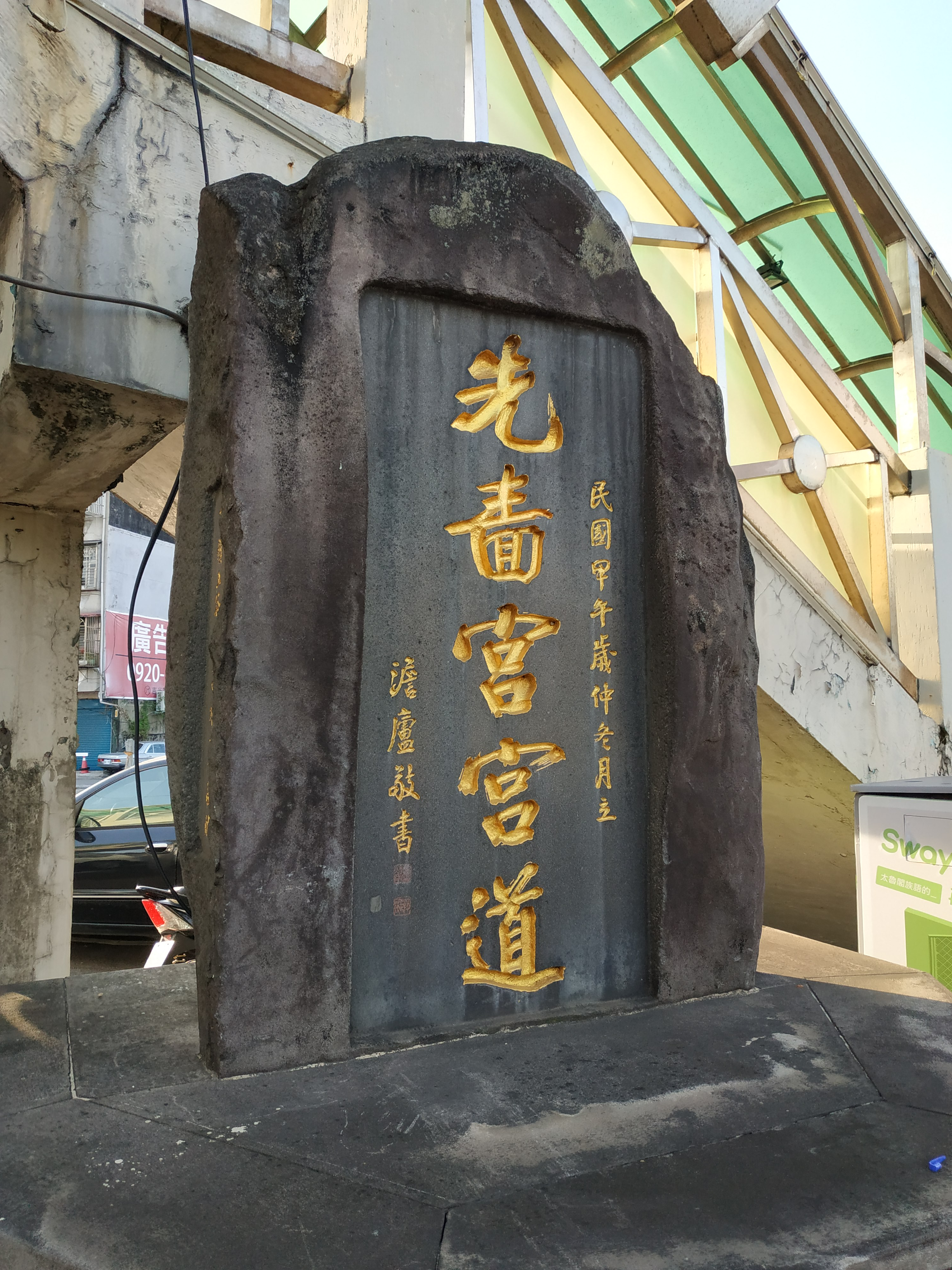
先嗇宮宮道碑，碑文由曹秋圃所書

曹秋圃（1895年9月4日—1993年9月9日），是台灣台北市大稻埕出身的書法教育家，原名阿淡，後改名容，字秋圃，別號老嫌，又號澹廬。師承陳祚年、張希袞，並臨摹顏真卿、柳公權字帖，進而發展成獨特的書法風格，精通書法四體，尤其以隸書最為傑出；門徒眾多，對台灣書法界影響深遠。

## 生平
日治時代明治28年（1895年）7月，生於大稻埕。11歲進入大稻埕公學校，17歲進入大龍峒樹人書院，學習漢文與書法。1912年（18歲）設書塾於桃園龜山龜崙嶺、教授漢文。1915年再設書房於桃園龜山塔寮坑，1916年書房遷回台北市稻江（台北橋旁）、教授漢文與書法。昭和4年（1929年），在總督府博物館（現國立台灣博物館）舉辦書法個展，同年成立「澹廬書會」。林進發亦於《台灣人物評》書中，譽為台灣書法界代表人物；隔年劉克明於《臺灣今古談》書中，稱許為「最有潛力之臺灣青年書法家」。
曹秋圃的書法作品獲日本書法界肯定，1928年獲日本戊辰書道會第一回展覽會佳作，後續作品多次入選日本書道展。1935年（41歲）擔任日本美術協會展覽會委員，同年並應聘為廈門美術專校書法教授。昭和12年（1937年），獲日本美術協會無鑑查資格參展。昭和16年（1941年），寓居日本內地，受聘於頭山滿書塾，兼任大藏省附屬書道振成會講師，直至戰後，1946年5月返台，推動台灣書法教育不遺餘力。
1946年9月，他任台北建國中學國文教師，1948年台灣省通志館顧問委員會（今國史館臺灣文獻館），1961年任實踐家專書法研究會教師，1965年（71歲）任中國文化大學書學研究所研究教授。
曹秋圃擔任多項書法獎項評審（審查）委員，包括：1968年（74歲）臺灣省教育美展審查委員、1972年臺北市美展書法評審委員，1973年台灣省美展顧問、1974年台灣省美展評議委員、1977年全國美展書法審查委員，並於1987年（93歲）榮獲第12屆國家文藝獎特別貢獻獎。
其所成立之澹廬書會為臺灣民間第一個書法社團，澹廬書會於1963年（69歲）舉辦書法義賣活動，所得款項捐助三重市學校修建教室，曹秋圃並因此於隔年獲得全國好人好事代表。當代書畫家張光賓評論：「二十世紀中國書壇傑出書家之一，更是臺灣煊赫有名一代宗師。」